# Горц, Андре
Андре́ Горц (фр. André Gorz, собственно Герхард Хирш (нем. Gerhart Hirsch), 9 февраля 1923, Вена — 22 сентября 2007, Вонон, Об) — французский леворадикальный философ, социолог, один из основателей известного еженедельника Le Nouvel Observateur (1964).

## Биография
Андре Горц родился в Вене в семье еврея — торговца лесом и матери-католички. В начале Второй мировой войны мать отправила его в Швейцарию, чтобы избежать мобилизации его в Вермахт. После этого Горц был лицом без гражданства до 12 апреля 1957 года, когда он получил гражданство Франции благодаря поддержке Пьера Мендеса-Франса. В 1939 году он поступил в Лозаннский католический университет, который окончил в 1945 году, получив диплом химика-технолога.
В 1946 году он познакомился с Жан-Полем Сартром, и они сблизились. В то время на Горца в основном влияли экзистенциализм и феноменология. Он сотрудничал с журналами Les Temps modernes, New Left Review и Technology und Politik. В июне 1949 года Горц переехал в Париж, где сначала работал в международном секретариате Движения граждан мира, затем личным секретарем военного атташе посольства Индии. После он устроился в Paris-Presse в качестве журналиста и взял псевдоним Мишель Боске. Там он встретился с Жаном-Жаком Серван-Шрайбером, который в 1955 году нанял его в качестве журналиста-экономиста для L’Express.
Горц также был одним из теоретиков новых левых, вдохновленных молодым Марксом, дискуссиями о гуманизме, отчуждении и освобождении человечества. Горц также находился под влиянием Франкфуртской школы, поскольку он был другом Герберта Маркузе. Среди других его друзей — Россана Россанда, основательница газеты Il Manifesto, фотограф Уильям Кляйн, молодые интеллектуалы, такие как Марк Кравец, Тьеннот Грумбах и Рональд Фрейзер из New Left Review.
Он резко критиковал структурализм из-за его критики субъекта и субъективности. Пытался соединить марксизм и экзистенциализм, развивал феноменологические и антропологические идеи Сартра. Горц называл себя «революционером-реформатором», демократическим социалистом, который хотел видеть реформы, меняющие систему.
Позже занимался изучением роли капитализма в создании проблем окружающей среды и стал одним из первопроходцев в политической экологии. В 1980 году выступил с нашумевшей книгой «Прощание с пролетариатом».
В начале 90-х годов вместе с больной женой переехал на жительство в город Вонон. Последняя, автобиографическая книга Горца (2006) обращена к жене.

### Смерть
24 сентября 2007 года один из друзей семьи обнаружил на двери их квартиры записку с просьбой вызвать полицию. Полиция обнаружила тела супругов Горц, которые совершили самоубийство.

## Труды
- La morale de l’histoire (Seuil, 1959)
- Stratégie ouvrière et néocapitalisme (Seuil, 1964) — Рабочая стратегия и неокапитализм
- Le traître (Le Seuil, 1957; Folio Essais, 2005)
- Le socialisme difficile (Seuil, 1967) — «Трудный социализм»
- Réforme et révolution (Seuil, 1969) — «Реформа и революция»
- Critique du capitalisme quotidien (Galilée, 1973) — Критика современного капитализма
- Critique de la division du travail (Seuil, 1973, в соавторстве)
- Écologie et politique (Galilée, 1975)
- Écologie et liberté (Galilée, 1977)
- Fondements pour une morale (Galilée, 1977)
- Adieux au prolétariat (Galilée, Le Seuil, 1980) — «Прощание с пролетариатом. По ту сторону социализма»
- Les Chemins du Paradis (Galilée, 1983) — «Путь в рай»
- Métamorphoses du travail (Galilée, 1988; Folio Essais, 2004)
- Capitalisme Socialisme Écologie (Galilée, 1991)
- Misères du présent, richesse du possible (Galilée, 1997)
- L’immatériel (Galilée, 2003)
- Lettre à D. Histoire d’un amour (Galilée, 2006)
- Ecologica (Galilée, 2008)
- Le fil rouge de l'écologie. Entretiens inédits en français (Ed. de l’EHESS, 2015)

## Переводы на русский язык
- Горц А. Нематериальное. Знание, стоимость и капитал / Пер. М. М. Сокольской; научный ред. М. А. Маяцкий. — М.: Изд. дом ГУ-ВШЭ, 2010. — 208 c. ISBN 978-5-7598-0713-1 (содержание, предисловие, глава 1)
- Горц А. Знание, стоимость и капитал. К критике экономики знаний / Пер. М. Сокольской // Логос. — 2007. — № 4. (перевод трех из четырёх глав книги L’immatériel: con naissance, valeur et capital, Galilée, 2003)
- Экология и свобода
- Их экология — не наша!
- Общественная идеология автомобилизации (The Social Ideology of the Motorcar) перевод статьи из Le Sauvage 1973
- Иммигрировавший труд. Опубликовано в журнале New Left Review I/61, May-June 1970
- Из работы Андре Горца «Критика разделения труда»